# Macierz S
Macierz S, macierz rozpraszania (z ang. scattering matrix) – centralny element obrazu oddziaływań w mechanice kwantowej (będącym obok obrazu Heisenberga i obrazu Schroedingera trzecim obrazem mechaniki kwantowej), bardzo istotny dla optyki kwantowej. Opisuje ona w jaki sposób zachodzi rozpraszanie cząstek: podstawiając funkcje falowe cząstek rozpraszanych otrzymujemy funkcje falowe cząstek rozproszonych:
{\displaystyle \Phi _{n}(+\infty )=\sum _{m}\Phi _{m}\left\langle \Phi _{m}\right|{\hat {S}}\left|\Phi _{n}\right\rangle .}
Macierz S rozwija się często w szereg, którego człony można zilustrować za pomocą diagramów Feynmana.
Tradycyjnie obliczana macierz S posiada dwa problematyczne rodzaje nieskończoności: UV (dla wysokich energii) i IR (dla niskich energii). Nieskończoności UV pozbywa się przy pomocy renormalizacji, a w przypadku IR stosuje się stany ubrane, metodę przekroju czynnego bądź modyfikuje się macierz S.